# Tibet Times
Pour les articles homonymes, voir Tibet (homonymie).
Tibet Times (tibétain : བོད་ཀྱི་དུས་བབ།, Wylie : bod kyi dus bab) est un journal indépendant,,, et le mieux diffusé dans la société tibétaine en exil. Il est écrit en langue tibétaine. Il est publié tous les dix jours à Dharamsala, Himachal Pradesh, Inde. 
Après la disparition du magazine de l'Institut Amnye Machen Mangtso, Tibet Times a été fondé  par un groupe de journalistes et d’intellectuels le 13 septembre 1996, et a reçu un message de soutien du 14e Dalaï Lama.
Parmi ses fondateurs, on note : Gedun Rabsal, rédacteur en chef; Sonam Tsering,; Palden Gyal, journaliste. Tsering Shakya a été directeur du Tibet Times. Pema Tso est la directrice de rédaction depuis 2018.  
Trimensuel, il est tiré à 3 500 exemplaires, avec un lectorat dans 18 pays différents.
Il est surtout distribué dans la communauté tibétaine en Inde, où il est considéré comme l’une des sources d’information les plus crédibles sur le Tibet. La distribution au Tibet est restreinte à une centaine d’exemplaires, adressées aux institutions universitaires. 
Il entend développer une édition de site web quotidienne également.
La philosophie fondamentale du journal est centrée sur le besoin d'une presse indépendante pour la communauté en exil. Ainsi, les buts principaux du journal sont de : 
1. Promouvoir le concept de démocratie dans la communauté tibétaine en exil.
2. Rassembler et disséminer l'information sur les activités du Dalaï Lama, l'Administration centrale tibétaine et le peuple tibétain à l'intérieur et en dehors du Tibet occupé par les Chinois.
3. Instruire le peuple tibétain et autres au sujet de l'héritage culturel du Tibet, ainsi que sur les développements politiques, sociaux, et écologiques concernant le Tibet et son peuple.
4. Développer une compréhension entre les Tibétains vivant à l'intérieur du Tibet et ceux en exil.
5. Faciliter la transparence entre le Gouvernement tibétain en exil et le peuple tibétain.

Tibet Times publie également des ouvrages, comme les deux mémoires sur la révolution culturelle de Pema Bhum, Six Stars with a Crooked Neck (2001) et Dran tho rdo ring ma (2006). 